# S.W.A.T. - Squadra speciale anticrimine 2
S.W.A.T. - Squadra speciale anticrimine 2 (S.W.A.T. Firefight) è un film del 2011 diretto da Benny Boom. Basato sulla serie televisiva S.W.A.T., andata in onda tra il 1975 e il 1976, è il sequel, con un cast di personaggi differente, di S.W.A.T. - Squadra speciale anticrimine uscito nel 2003. È uscito in Italia in home video il 27 aprile 2011.

## Trama
Il sergente Paul Cutler è un ex ricognitore del United States Marine Corps, ora ufficiale SWAT del Los Angeles Police Department, considerato uno dei migliori e anche in possesso di un record per non avere mai perso vittime civili per dieci anni di fila. Dopo aver salvato con successo ostaggi senza vittime, a Cutler viene chiesto di formare una squadra SWAT di Detroit secondo un programma aggiornato dell'Hostage Rescue Team dell'FBI. Poco dopo il suo arrivo a Detroit, Cutler impone subito la sua autorità e ha uno scontro con il capitano del dipartimento, nonché uno degli SWAT anziani e leader Justin Kellogg. Durante un esercizio di formazione, la squadra risponde a una chiamata di emergenza quando un uomo, Walter Hatch sta tenendo la sua ragazza in ostaggio.
La squadra entra in azione e libera la ragazza, la quale, nonostante sia ora in salvo, prende la pistola di Kellogg e chiede a Cutler di spostarsi in modo che possa colpire Hatch. Quando Cutler cerca di calmarla, lei si mette la pistola alla testa e si suicida, affermando che nessuno può proteggerla da Hatch. Il record di 10 anni di Cutler senza ostaggi persi è finito. La spaccatura tra Cutler e Kellogg si intensifica in un bar locale, dove Cutler fa una scommessa con Kellogg per battere lui in un punteggio più alto con una macchina arcade in cambio che Cutler lasci la città. Kellogg perde la scommessa ed è riassegnato a "Charlie Company". A causa della bassa manovalanza, Cutler arruola un ex compagno di squadra militare, Lori Barton per assistere la sua formazione. Nel frattempo, Cutler incomincia una relazione con Kim Byers, psicologa del Detroit Police Department. Proprio quando Cutler crede che le cose stiano prendendo di nuovo una piega positiva, viene sconvolto da un attentato ai suoi danni da parte di Hatch che mette una bomba sotto la sua auto. Salvatosi solo per volontà di Hatch, che non intende ucciderlo subito, per divertirsi ancora con lui, Cutler cerca in tutti i modi di incastrarlo, ma sia il tentativo di rintracciare il suo cellulare sia quello di fare una ricerca satellitare in tutto l'isolato risultano fallimentari. Come se ciò non bastasse il giorno dopo Hatch sabota un'operazione della squadra, mettendo in pericolo la vita di alcuni ostaggi. La notevole conoscenza delle tecnologie moderne e la capacità di coprire le sue tracce convincono sempre più Cutler del fatto che Hatch non sia un comune criminale. In tutta risposta il giorno seguente gli si presentano due agenti governativi i quali spiegano che in realtà Hatch è una risorsa indispensabile per il governo, impiegato in missioni delicate e che per questo non può essere soggetto ad alcuna pena legale e non può essere né incarcerato né condannato per nessun reato. A un tratto arriva sulla scena proprio Hatch, che porta con sé un mazzo di rose che dice di voler consegnare a Kim. Fra lui e Cutler nasce una colluttazione, presto sedata dai due agenti che portano via Hatch. Esasperato il capitano ordina a Cutler di certificare la squadra il più presto possibile e di tornare a Los Angeles.
Hatch intanto, che ha ucciso i due agenti governativi che lo stavano scortando, ruba un raccoglitore che contiene i dettagli di tattiche e le informazioni sui membri della SWAT e assolda due mercenari per dare il colpo di grazia a Cutler e ai suoi uomini. Così rapisce Kim, e questo porta il capitano, sempre più esasperato dalla faccenda, a licenziare Cutler.
La SWAT è chiamata a un vecchio magazzino da Hatch con una finta telefonata in cui le cose non sembrano essere normali in quanto non c'è nessun'altra pattuglia o rinforzo sulla scena. Nel furgone, la comunicazione dalla stazione mostra che la chiamata era una bufala. Un ufficiale della SWAT viene ucciso da una bomba mentre Barton e Watters vengono rapiti. Hatch informa dunque Cutler di avere con sé sia i suoi colleghi sia Kim, e di venire di persona e da solo per pareggiare i conti. Consapevole della situazione, Kellogg dà accesso a Cutler all'armeria e gli consegna un'auto della polizia per salvare gli ostaggi, tenuti in uno dei campi di addestramento. Cutler salva velocemente Watters, ma muore a causa di ferite da arma da fuoco al petto ricevute da uno degli scagnozzi di Hatch. Cutler infuriato entra nell'edificio ed elimina i due mercenari salvando Barton. Successivamente si scontra con Hatch in una lotta corpo a corpo, mentre Kim cerca di togliersi di dosso un giubbotto bomba. Dopo averlo rimosso, lo lancia a Cutler il quale, spinge Hatch fuori dalla finestra e gli lancia contro la bomba, facendola esplodere con un colpo di fucile; così facendo uccide il criminale. Nell'ultima parte il capitano chiede a Cutler di restare ma questi declina l'offerta e torna a Los Angeles con Kim.